# Comuna Fălcoiu, Olt
Fălcoiu este o comună în județul Olt, Oltenia, România, formată din satele Cioroiașu, Cioroiu și Fălcoiu (reședința). În apropierea comunei, râul Olteț se varsă în râul Olt.

## Stemă

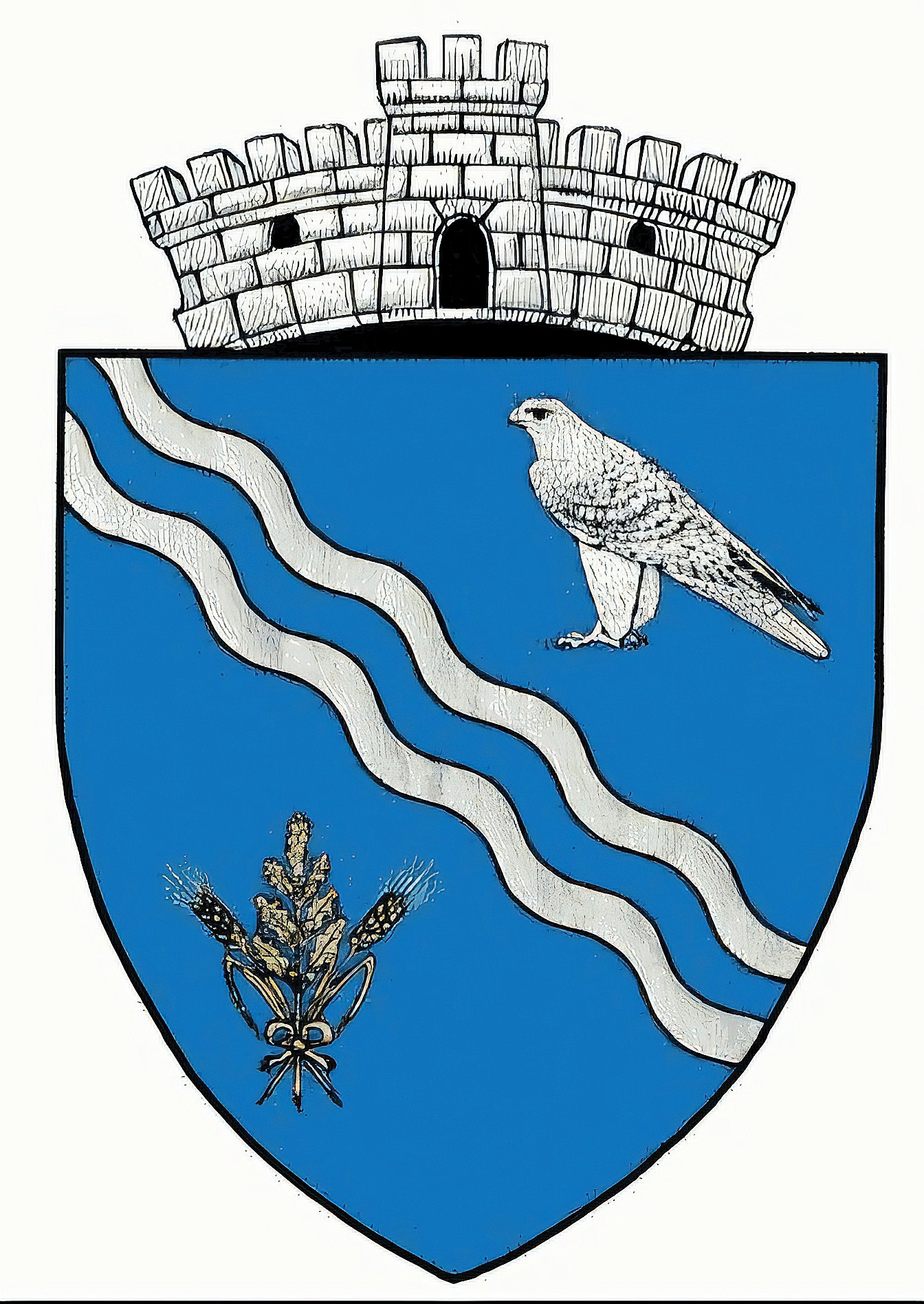
Stema Comunei Fălcoiu

Stema comunei Fălcoiu a fost adoptată prin Hotărârea de Guvern nr. 74/2010 și publicată în Monitorul Oficial, Partea I nr. 86 din 9 februarie 2010.

### • Descrierea stemei:
Stema comunei Fălcoiu, potrivit anexei nr. 1.2, se compune dintr-un scut triunghiular cu marginile rotunjite, având câmpul albastru, tăiat de două fascii undate, de argint, în diagonală.
În partea superioară, în stânga, se află un șoim de argint, privind spre dreapta.
În vârful scutului, în dreapta, se află două spice de grâu, de aur, așezate în săritoare și o ramură de stejar cu cinci ghinde, dispusă în pal între spice, de aur.
Scutul este trimbrat de o coroană murală de argint cu un turn crenelat.

### • Semnificațiile elementelor însumate:
- Fasciile undate fac trimitere la râul Olt și afluentul său, râul Oltețul, la confluența cărora se află localitatea.
- Șoimul de argint dă denumirea localității din latinescul falco, falconis = șoim.
- Ramura de stejar amintește de pădurile din zonă, iar cele cinci ghinde reprezintă numărul satelor din componența comunei.
- Spicele de grâu semnifică ocupația de bază a locuitorilor, agricultura.
- Coroana murală cu un turn crenelat semnifică faptul că localitatea are rangul de comună.

## Personalități locale
- Amza Jianu

## Demografie
Componența etnică a comunei Fălcoiu
     Români (90,63%)
     Alte etnii (9,37%)
Componența confesională a comunei Fălcoiu
     Ortodocși (88,42%)
     Penticostali (2,32%)
     Alte religii (0,29%)
     Necunoscută (8,97%)
Conform recensământului efectuat în 2021, populația comunei Fălcoiu se ridică la 3.446 de locuitori, în scădere față de recensământul anterior din 2011, când fuseseră înregistrați 4.004 locuitori. Majoritatea locuitorilor sunt români (90,63%). Din punct de vedere confesional, majoritatea locuitorilor sunt ortodocși (88,42%), cu o minoritate de penticostali (2,32%), iar pentru 8,97% nu se cunoaște apartenența confesională.

## Politică și administrație
Comuna Fălcoiu este administrată de un primar și un consiliu local compus din 13 consilieri. Primarul, Alexandru Petrișor[*], de la Partidul Social Democrat, este în funcție din 1996. Începând cu alegerile locale din 2024, consiliul local are următoarea componență pe partide politice:
|  | Partid                    | Consilieri | Componența Consiliului | Componența Consiliului | Componența Consiliului | Componența Consiliului | Componența Consiliului | Componența Consiliului | Componența Consiliului | Componența Consiliului | Componența Consiliului | Componența Consiliului |
|  | ------------------------- | ---------- | ---------------------- | ---------------------- | ---------------------- | ---------------------- | ---------------------- | ---------------------- | ---------------------- | ---------------------- | ---------------------- | ---------------------- |
|  | Partidul Social Democrat  | 10         |                        |                        |                        |                        |                        |                        |                        |                        |                        |                        |
|  | Partidul Național Liberal | 3          |                        |                        |                        |                        |                        |                        |                        |                        |                        |                        |